# Toán sinh học
Toán sinh học (tiếng Anh: mathematical biology hay biomathematics) là một lĩnh vực giao thoa (interdisciplinary) của nghiên cứu học thuật nhằm vào mô hình hoá các quá trình sinh học trong tự nhiên dùng kĩ thuật và công cụ toán học. Nó vừa mang tính ứng dụng vừa mang tính lý thuyết trong nghiên cứu sinh học.

## Nghiên cứu
Dưới đây là một danh sách các lĩnh vực nghiên cứu trong toán sinh học và liên kết đến các dự án liên quan ở nhiều trường đại học khác nhau: 
- Mô hình hóa bệnh về động mạch
- Mô hình hóa neuron và các chất gây ung thư (Modelling of neurons and carcinogen|carcinogenesis)
- Đặc tính cơ học của các mô sinh học (Mechanics of biological tissues Lưu trữ ngày 2 tháng 2 năm 2009 tại Wayback Machine)
- Enzyme học lý thuyết và động học enzyme (Theoretical enzymology and enzyme kinetics Lưu trữ ngày 14 tháng 11 năm 2007 tại Wayback Machine)
- Mô hình hóa cơ chế ung thư (Cancer modelling and simulation Lưu trữ ngày 23 tháng 11 năm 2005 tại Wayback Machine)

Những ví dụ này được đặc trưng bởi các cơ chế phức tạp, phi tuyến và mọi người đang ngày càng được nhận ra rằng kết quả của những sự tương tác đó chỉ có thể được hiểu thông qua các mô hình tính toán và toán học. Vì sự đa dạng của những kiến thức liên quan, nghiên cứu toán sinh học thường được thực hiện ở bởi sự liên kết giữa các nhà toán học, nhà vật lý học, nhà sinh học, nhà y khoa, nhà động vật học, nhà hoá học...